# Antroponímia da língua portuguesa
Um nome tipicamente pertencente à onomástica da língua portuguesa é composto por um ou dois prenomes, um nome próprio, ou nome de batismo e dois Sobrenomes, ou Nomes de família. Sendo que o último sobrenome geralmente é o paterno; e o primeiro é o materno, embora essa não seja uma regra geral oficial, mas sim uma questão de costume usual. Note que esta ordem é inversa ao dos sobrenomes dos países de língua espanhola. Por questão de costume, geralmente apenas o último sobrenome é utilizado em cumprimentos formais ou na indexação de artigos científicos, mas numa lista de nomes, o primeiro nome próprio, e não o sobrenome, é usado para a classificação em ordem alfabética.
Mulheres casadas podem acrescentar o sobrenome do marido no fim do seu próprio nome, ou optar por excluir seu sobrenome de família passando a assinar com apenas o sobrenome do marido, mas tal praxe não é obrigatória. O mesmo pode acontecer com os homens, embora isso seja extremamente raro. Geralmente é a esposa quem assume os apelidos de família do marido. Esta "tradição" varia enormemente de acordo com a época e o lugar onde residem os noivos. O nome da esposa antes do casamento é chamado de nome de solteira e após o matrimónio nome de casada. A mudança de nome é um outro fator que provoca o abandono do nome de batismo, sendo - contudo - muito menos comum. Tanto no Brasil como em Portugal a mudança (ou troca) de nomes e sobrenomes (apelidos de família) é muito complexa e somente em casos raros e bem fundamentados é permitida pela Justiça hoje em dia, pois antigamente a mulher retirava o sobrenome do pai ou da mãe e colocava o do marido, e ficava com o nome de batismo e um sobrenome do marido. Depois, nos meados dos anos 80 outra lei passou a valer e agora a mulher teria mais flexibilidade para adotar o sobrenome que quisesse, no Brasil.
Nos Estados Unidos da América ou no Canadá, pelo contrário, a mudança de nome é muito mais usual e de pouca complexidade na ótica jurídica. A mulher costuma adotar o sobrenome do marido, embora, ultimamente, há uma tendência crescente de mulheres mantendo os nomes e sobrenomes de seu nascimento. Desde 1977 (Portugal) e 2012 (Brasil), o marido também pode adotar o sobrenome da esposa. Quando isso acontece, geralmente ambos os cônjuges mudam de sobrenome após o casamento. O costume de uma mulher mudando seu nome após o casamento é recente. Espalhou-se no final do Século XIX nas classes superiores, sob a influência francesa, e, no Século XX, especialmente durante os anos 1930 e 1940, tornou-se socialmente quase obrigatório. Até o final do Século XIX e meados do Século XX, era comum que as mulheres, especialmente as de famílias muito pobres, não receberem o sobrenome do pai e assim serem conhecidas apenas pelo seu nome próprio. Geralmente recebiam como sobrenome um nome genérico como Maria de Jesus, Maria das Graças, Maria da Conceição, Maria do Rosário, Maria Auxiliadora, Maria de Assunção ou Rosa de Jesus. Ela, então, adotava o sobrenome completo de seu marido depois do casamento.
No Mundo de língua portuguesa é comum haver pessoas com até quatro apelidos, sobrenomes, ou mais (dois de cada progenitor), ou até mesmo famílias que por questão de simplicidade optaram por utilizar apenas um sobrenome único como nome de família, fazendo o uso de um nome composto (ver: nome do meio), na ordem do nome completo.

## Composição comum
O sistema de nomenclatura português e na Comunidade dos países de língua oficial portuguesa é bastante flexível. A lei estabelece apenas a necessidade de uma criança receber, ter e possuir um nome próprio, prenome ou nome de batismo e um sobrenome proveniente do pai ou da mãe, ou até mesmo dos seus avós, apesar de que encontrar pessoas com apenas um nome e um sobrenome na população lusófona seja bastante raro, podem ser encontradas pessoas registradas dessa maneira. Essa prática corre com mais frequência entre descendentes de imigrantes do Leste Europeu que vivem em Portugal e no Brasil.
Em tempos antigos era uma prática comum as filhas receberem o sobrenome da mãe e os filhos o sobrenome do pai. Por exemplo, no casamento entre Vasco da Gama e Catarina de Ataíde, os seis filhos homens receberam o sobrenome da Gama e uma filha recebeu o sobrenome de Ataíde. Mesmo nos dias de hoje, entre a população idosa, ainda não é incomum encontrar irmãos filhos de um mesmo casal com combinações de sobrenomes completamente diferentes.
A estrutura do nome completo é em geral igual ao na Europa Ocidental, ou seja: o primeiro nome; seguido opcionalmente por um ou mais nomes do meio; seguidos pelo sobrenome da família da mãe, seguido pelo sobrenome da família do pai. Exemplos:
1. José Silva: A configuração mais simples é composta de um nome próprio e um sobrenome, tanto do pai como da mãe.
2. José Eduardo Silva: José e Eduardo são os nomes próprios e Silva o sobrenome de uma das famílias.
3. José Eduardo Tavares Silva: Neste caso, um segundo nome de família foi adicionado. Em teoria, o primeiro apelido (Tavares) seria materno, e o segundo (Silva) paterno, mas esta ordem pode ser reversa.
4. José Eduardo Santos Tavares Melo Silva: Esta é a combinação mais completa de nomes possível. Neste caso, o indivíduo pode ter dois sobrenomes provenientes de cada um dos pais ou um proveniente de um e três do outro.

### Nomenclatura tradicional brasileira

#### Nomes dos descendentes de imigrantes
No Brasil, os imigrantes recentes – especialmente italianos, alemães e japoneses – por norma dão aos filhos apenas o sobrenome do pai. Após sucessivas gerações, a norma tradicional portuguesa é o mais comum, normalmente por causa da assimilação.
Hoje é possível encontrar pessoas que utilizam dois sobrenomes italianos (como Rossi Bianchini) ou dois sobrenomes japoneses (como Sugahara Uemura), uma prática que não é comum na Itália e não existe no Japão. Ter dois sobrenomes de imigrantes não europeus também é comum, como a modelo Sabrina Sato Rahal (um sobrenome japonês e um árabe, respectivamente).
O modelo espanhol utiliza tanto o sobrenome do pai como o da mãe, mas na ordem inversa em relação à norma portuguesa. Quase toda a primeira geração de hispano-brasileiros foi nomeada seguindo a ordem da norma portuguesa.

#### Prática entre imigrantes no estado de São Paulo
Uma prática entre descendentes de imigrantes do Século XX é utilizar apenas o sobrenome paterno e dois nomes próprios — o primeiro é um nome português e o segundo é um nome do país de origem do pai.
Esta norma é mais utilizada entre os netos e filhos de imigrantes japoneses e árabes. Assim, é possível encontrar nomes como "Paulo Salim Maluf" (onde Paulo é um nome próprio português, Salim é um nome próprio árabe e Maluf o sobrenome paterno) ou "Maria Heiko Sugahara" (onde Maria é um nome próprio português, Heiko um nome próprio japonês e o apelido Sugahara é paterno). Esta prática permite que a pessoa seja conhecida como "Paulo Maluf" ou "Maria Sugahara" na sociedade brasileira ou como "Salim Maluf" ou "Heiko Sugahara" na colevidade social imigrante.
Esta norma popularizou-se em São Paulo e em outros estados do sul. A miscigenação abrandou este uso, mas é comumente utilizado quando ambos os pais pertencem à mesma etnia. As gerações mais jovens tendem a utilizar tanto o nome de família paterno como o materno, dando aos filhos quatro nomes (como "Paulo Salim Maluf Lutfalla" ou "Maria Heiko Sugahara Uemura").

### Nomenclatura das mulheres casadas
O costume de a mulher mudar de nome após o casamento não é uma tradição da cultura portuguesa ou da cultura brasileira. Ela espalhou-se no fim do Século XIX nas classes superiores, sob a influência francesa, e após a década de 40 tornou-se socialmente quase obrigatória. A não adoção da tradição era vista como prova de concubinato, em especial até a década de 1970. Hoje em dia, praticamente desapareceu.
Em Portugal, a mulher pode adotar o(s) sobrenome(s) do marido, mas mesmo assim ela sempre mantém os nomes de batismo. Por exemplo, se Maria de Abreu de Melo casa com José dos Santos de Almeida, ela pode optar por se tornar Maria de Abreu de Melo de Almeida ou Maria de Abreu de Melo dos Santos de Almeida. O homem pode adotar o sobrenome de sua esposa também, embora isso seja bastante raro.
No Brasil, a mulher pode adotar o(s) sobrenome(s) do marido, passando a assinar apenas com o(s) sobrenome(s) adquirido(s) no casamento, tal prática gera aos filhos frutos do casamento a perda de identidade familiar por parte da mãe e demais ascendentes femininas, recebendo apenas o sobrenome paterno em linha de ascendência varonil masculina. A mulher também pode optar por manter seu nome de solteira, ou mesmo até excluir seu(s) sobrenome(s) de família ou os nomes de batismo, caso haja mais que um nome próprio, prenome ou nome do meio, ou até mesmo um sufixo como Filha ou Neta. Por exemplo, se Maria de Abreu de Melo casa com José dos Santos de Almeida, ela pode optar por se tornar Maria de Abreu de Melo de Almeida, Maria de Abreu de Melo dos Santos de Almeida, Maria dos Santos de Almeida, Maria de Almeida, etc. Normalmente, nestes casos, a mulher mantém parte de seu nome de batismo e utiliza parte do sobrenome do marido, para evitar nomes longos. Assim, a combinação mais utilizada, a partir do exemplo acima, deve ser Maria de Melo de Almeida.
A adoção obrigatória do novo nome leva a combinações inusitadas, como no caso (não raro) de ambos os cônjuges terem o mesmo sobrenome, quando o sobrenome da mulher era mantido. Outra situação confusa era, por exemplo, quando uma mulher chamada Ana de Lima da Silva casa-se com um homem chamado João de Lima. Seu nome poderia ser legalmente Ana de Lima da Silva de Lima.
Hoje em dia, poucas mulheres adotam, mesmo oficialmente, os sobrenomes do marido e, entre as que o fazem oficialmente, é bastante comum ela não utilizá-lo na sua vida profissional ou informal.
Em Portugal, desde 1977, e no Brasil, desde 1970, a mulher tem a opção de mudar ou não de nome após o casamento. Em Portugal, desde 1977, e no Brasil, desde 2002, o marido também pode adotar o sobrenome da esposa. Em Portugal, quando isso acontece, geralmente ambos os cônjuges mudam de nome após o casamento (por exemplo, José dos Santos de Almeida e Maria de Abreu de Melo poderiam se tornar José dos Santos de Melo de Almeida e Maria de Abreu de Melo de Almeida, ou mesmo José dos Santos de Almeida de Melo e Maria de Abreu de Melo de Almeida).
Este costume está desaparecendo desde os anos 1970 e hoje é raramente encontrado,[carece de fontes?] devido à necessidade pesada de atualizar registros, documentos, etc, depois que o nome muda e volta de novo em caso de divórcio.

### Número de nomes
É permitido, embora seja raro, em Portugal, um indivíduo ter até dois nomes próprios e quatro apelidos, vindos da família materna, paterna ou do cônjuge. Além disso, alguns desses nomes podem ser compostos por mais de uma palavra. Por exemplo, o nome Maria da Natividade Castelo Branco de Vasconcelos Ferreira dos Reis seria permitido. Apelidos como Vilas Boas e Castelo Branco contam apenas como um sobrenome único.
Em Portugal, há famílias com o costume de dar à criança quatro sobrenomes, pois desta forma ela pode ter os últimos nomes de cada um dos seus avós. Em Portugal e no Brasil algumas pessoas veem isso como um sinal de esnobismo, uma vez que as famílias nobres tinham um grande número de apelidos – por exemplo, o 4 º Duque de Lafões (1797-1851, cujo nome completo era Caetano Segismundo de Bragança e Ligne de Sousa Tavares Mascarenhas da Silva). Por razões de simplicidade, a maioria dos portugueses atuais tem dois sobrenomes.
Em Portugal, ter apenas um sobrenome é raro e geralmente acontece quando ambos os pais têm o mesmo sobrenome, para evitar combinações repetitivas, como em Antônio Santos e Santos. No Brasil, ter apenas um sobrenome é comum em áreas com grandes comunidades de imigrantes não portugueses.

## A ortografia dos nomes
Tradicionalmente, a maioria dos nomes portugueses tem uma ortografia padrão que é utilizada de forma quase universal. Os nomes são vistos como as outras palavras, e estão, portanto, sujeitos à gramática e às regras ortográficas habituais da língua portuguesa. A grafia de muitos nomes tem evoluído ao longo dos tempos com as reformas ortográficas, e formas arcaicas de nomes são consideradas erros ortográficos e têm pouco uso em Portugal.

### Em Portugal
Nomes próprios têm uma ortografia padrão que é considerada como modelo (mesmo em valores não-contemporâneos). Formas com grafia arcaica ou diferente são consideradas fora do comum (por exemplo, Isabel e não Izabel; Luís, e não Luiz). No entanto, pessoas mais velhas que foram registradas com uma grafia arcaica podem continuar a utilizá-las sem problemas (os exemplos incluem Manoel de Oliveira – a grafia moderna seria Manuel). No que diz respeito aos sobrenomes, não há restrições legais e, como tais, muita gente continua a utilizar grafias arcaicas dos nomes de família, como Athayde (Ataíde na forma moderna) e Telles (Teles na forma moderna). Isto é feito geralmente nas classes superiores, com o objetivo de tornar o apelido mais incomum ou grandioso.

### No Brasil
Não existem leis para a nomenclatura, e como tal muitas grafias arcaicas e formas cognatas coexistem para um mesmo nome (Teresa é a única forma correta na ortografia atual, mas Thereza e Tereza também ocorrem). Nomes de inspiração internacional (inclusive sufixos como "-son" ou "-ton" para os meninos e "-elly" ou "-inny" para as meninas) são comuns e diacríticos muitas vezes são omitidos.

## O nome "Maria"
O nome próprio Maria (do hebraico Miryam; Maria em latim) é um nome feminino extremamente comum, até mesmo combinado com nomes masculinos. Em Portugal este nome sempre foi comum e nos últimos anos (década 2000-2010), com uma nova onda de denominações tradicionais, houve um aumento na sua popularidade.
Tradicionalmente, Maria é mais comum na primeira parte de uma combinação de dois nomes próprios; tais combinações podem ser formadas por vários elementos diferentes.
Atributos religiosos (muitas vezes honrando uma das denominações da Virgem Maria):
- Comemorações de devoção católica: Maria da Conceição (referindo-se a Nossa Senhora da Conceição), Maria das Dores (Nossa Senhora das Dores), Maria da Assunção (Assunção), Maria da Natividade (Natividade ou Natal, tradicionalmente para quem nasceu no dia 25 de dezembro), Maria das Neves (Nossa Senhora das Neves, tradicionalmente usado por quem nasceu no dia 5 de agosto).
- Local de aparição mariana: Maria de Fátima (Fátima), Maria de Lurdes (Lurdes / Lourdes), Maria de la Salete (Salete), Maria Aparecida (comum no Brasil, em homenagem à Nossa Senhora Aparecida).
- Fenômenos e elementos da natureza (muitos das quais perderam as associações religiosas hoje em dia): Maria do Céu, Maria da Luz, Maria do Mar, Maria da Graça.
- Nomes de santos: Maria José (em homenagem a São José).

Outros tipos de combinação:
- Com outro nome próprio independente: Maria Madalena, Maria Teresa, Maria Antônia, Maria Carolina.
- Com um nome próprio masculino: Maria João, Maria José, Maria Manuel, Maria Luís. (Na verdade, estes são nomes femininos. Em nomes femininos e masculinos combinados, é o primeiro nome que define o gênero "real". Maria João é um nome feminino, mesmo que a mulher em questão seja referida apenas como "João" numa forma reduzida. Combinações com nomes masculinos incluem João Maria, José/Zé Maria, Manuel Maria ou Luís Maria)

O nome popular Mariana significa "de ou relacionado a Maria", e não é uma contração entre Maria e Ana. Outras aglutinações internacionais de combinações com o nome Maria têm sido introduzidas em tempos mais recentes. Nelas incluem Marisa (do espanhol María Isabel) e Marlene (do alemão Maria Magdalene).[carece de fontes?]
Como Maria é amplamente utilizado, as mulheres são mais susceptíveis a serem conhecidas simplesmente pelo segundo nome: Conceição, Dores, Céu, Luz, Lurdes (Lourdes), Fátima, Salete, Aparecida, Madalena, Antônia, Teresa, etc. Uma mulher chamada Maria de Jesus seria chamada de "Jesus", apesar de o segundo nome ser masculino.
Algo semelhante acontece com o nome Ana, também muito comum em combinações duplas de nome, especialmente nas gerações mais jovens. Uma mulher chamada Ana Paula seria normalmente chamada de "Paula", Ana Carolina seria 'Carolina' e assim por diante.
Um procedimento semelhante ocorre com nomes masculinos, mas em ordem inversa. Não é incomum encontrar nomes masculinos como João Maria, José Maria, Manuel Maria, etc. Neste caso, Maria seria sempre o segundo nome próprio, em homenagem à Virgem Maria, e o primeiro nome seria um nome masculino. Ainda que seja popular em Portugal, este costume é considerado brega no Brasil.

## A partícula "de" em nomes portugueses
As partículas de ou da, do, dos, das (preposição de + artigo o, a, os, as) não são consideradas como parte do apelido ou sobrenome, e não devem constar em ordem alfabética em listas de nomes. João da Silva é Sr. Silva, não Sr. da Silva. Antônio de Castro é alfabetizado como Castro, Antônio de.
Em caso de preenchimento de campos em formulários, a partícula integra o sobrenome e deve ser grafada sempre com letra minúscula. Desde o Formulário Ortográfico de 1943, adotado no Brasil até a entrada em vigor do atual acordo ortográfico, é pacífico que as partículas monossilábicas, como preposições e artigos, que se encontram presentes no interior de expressões, locuções e vocábulos compostos deverão ser escritas com letra minúscula. E isso inclui os sobrenomes ou apelidos de família.

## Ordem alfabética
Em listas de ordem alfabética de nomes portugueses, geralmente o nome completo é utilizado. Isso ocorre principalmente nas escolas ou em documentos oficiais, e geralmente é feito porque muitas pessoas preferem usar combinações múltiplas de sobrenomes em sua vida diária, ou não utilizar o último sobrenome. Por conseguinte, é difícil ordenar as pessoas pelo sobrenome. Uma lista em ordem alfabética típica:
- António Borges Santos
- António Melo Abreu Silva
- Leonor Soares Henriques Pais
- Sofia Matilde Almeida Pais

No entanto, em locais como listas telefônicas ou bibliografias, a prática de usar o último sobrenome é preferível. Conjunções e afixos anteriores ou posteriores, como "da" e "Filho", não são utilizados. Quando um sobrenome completo composto é conhecido, é em ordem alfabética de acordo com o primeiro nome, mesmo que não estejam separados por hífen. Quando não se sabe, o sobrenome deve ser usado. Devido a isso, muitos erros são cometidos na alfabetização de sobrenomes Português, como em uma lista telefônica. Por exemplo:
- Chagas Filho, Carlos
- Siqueira Campos, Luis Pereira
- Sousa, Luís de

Essas regras podem mudar se o nome português for absorvido numa cultura diferente, como nos países anglo-saxônicos. Nos Estados Unidos, por exemplo, para onde muitos portugueses emigraram para Nova Jersey e New Hampshire desde o século XVIII, as regras de alfabetização utilizam o "da e o "de" como partes do sobrenome. O famoso autor luso-americano John Dos Passos, que é referido com o sobrenome Dos Passos, é um bom exemplo.

## Hipocorismo
Os hipocorísticos (popularmente designados no Brasil de apelidos) são geralmente formados pela inserção do sufixo diminutivo –inho ou -ito antes da vogal final do nome. Por exemplo, Teresa torna-se Teresinha, e Carlos torna-se Carlinhos. Em alguns casos, o apelido é formado pela adição de -zinho(a) e -zito(a) ao nome verdadeiro. Por exemplo, João se torna Joãozinho e Sofia se torna Sofiazinha.
Sendo que se o nome próprio terminar em "s", o diminutivo também se encerra assim. Como por exemplo, Marcos, Marquinhos; Lucas, Luquinhas; Jonas, Joninhas.
Sufixos aumentativos podem ser utilizados também, como "Marcos" tornando-se Marcão, por exemplo.
Outras práticas incluem a repetição de uma sílaba (Nonô, de Leonor; Zezé, de José), uma simples redução do nome (Fred para Frederico, Bia para Beatriz), a contração do nome (Manel para Manuel), ou de uma parte (Beto para Alberto e Roberto, Mila para Camila ou Emília). Uma mistura de redução e adição de um sufixo também pode ocorrer (Leco, de Leonardo). Às vezes, um apelido de língua estrangeira é usada para o nome português correspondente (Rick para Henrique ou Ricardo). A maioria dos nomes próprios têm um ou mais diminutivos padrão.
Alguns hipocorísticos típicos em português (os que estão marcados com * são quase exclusivamente brasileiros):
| - Afonso = Afonsinho, Fonsinho, Fofó - Alexandra = Xana (não utilizado no Brasil, onde é uma palavra de baixo calão para vulva), Alex, Xanda, Lexi, Alexia - Alexandre = Alex, Xande, Xandinho - Alfredo = Fred*, Alfrinho - Alice = Alicinha, Licinha, Cinha, Lice, Lili - Amélia = Amelinha, Melita, Mel, Lia, Mili, Amy - Ana = Aninha, Anita, Anoca(s), Nita, Ninha, Nana, Aninhas - Antônio/António = Tó, Tony, Toninho - Bárbara = Bá, Babi, Barbi, Babinha - Bianca = Bia, Bibi, Bi, Bibis, Bianquinha - Camila = Camilinha, Mila, Mia, Cammy, Cam, Mi, Milinha - Carlos = Carlinhos, Carlitos, Cacá, Carlão - Carlota = Lota - Carolina = Carolininha, Carol, Carola, Lina - Cecília = Cilinha, Cila, Cissa, Ceci, Cissy - Cláudia = Claudinha, Clau - Cristina = Cris, Cristininha, Tina, Cristy - Daniel = Dani, Dan*, Danny - Daniela = Dani, Danizinha, Danni - Diana = Di, Didi, Dianinha - Diogo = Dioguinho, Dioguito, Di, Didi - Eduardo/Eduarda = Edu, Dudu, Duda, Du - Elisabete = Bete, Elisa, Bé, Betinha, Lisa*, Beta, Eli - Elvira = Elvirinha, Vira - Emília = Emilinha, Mila, Milinha, Mili, Lia, Emi - Fábio/Fabiano = Fafá*, Biano*, Fabí*, Fá* - Fernando = Fernandinho, Nando, Fanã - Fernanda = Nanda, Nandinha, Fê* - Filipa = Filipinha, Lipa, Pipa, Fifi | - Filipe = Filipinho, Lipe, Pipo - Filomena = Mena, Filó* - Francisca = Francisquinha, Chica, Chiquinha, Kika, Kikinha - Francisco = Francisquinho, Chico, Chiquinho, Chiquito, Kiko, Kikinho, Cisco - Frederico = Fred - Gabriel = Gabi, Biel - Gabriela = Gabi - Gonçalo = Gonçalinho, Gonça, Gongas - Guilherme = Gui - Gustavo = Guto, Guga - Helena = Lena, Leninha, Leni - Henrique = Riquinho*, Harry, Henri - Horácio = Horacinho - Inês = Inesinha, Nê, Nenê, Nês, Nenuca - Isabel, Isabela = Isabelinha, Isabelita, Belinha, Isa, Bel, Bela, Bê - Jaime = Jaiminho, Jaimão - Jéssica = Jecas, Jessie, Jê, Jess - Joana = Joaninha, Ju, Juju, Jana, Janocas, Joanocas, Jô* - João = Joãozinho, Janjão, Jão, Juca, Joca, Janocas, JJ - Joaquim = Quim, Joca, Jaquim, Quinzinho - Jorge = Jorginho, Jó - José = Zé, Zezé, Zeca, Zezinho, Zequinha* - Júlia = Ju, Julinha, Juju, Lia - Juliana = Ju, Juju, Liana, Li - Laura = Laurinha, Lara - Leonardo = Leo, Leozinho - Leonor = Nonô, Leo, Nonocas - Lídia = Lídi, Li, Dida, Lili - Lígia = Gia, Gigi - Liliana = Lili, Lilas - Lorena* = Lora, Ló | - Luís = Lu, Luisinho, Lula*, Lulu* - Luísa = Luisinha, Lu, Isa - Lúcia = Lucinha, Lucy, Lu - Madalena = Lena, Maddie - Magda = Magdinha - Manuel = Manelinho, Manelocas, Manel, Mané, Maneco, Nelo, Nelito, Nelinho - Manuela = Manela, Manu, Nelinha, Manocas, Nela - Marcos = Marquinhos, Macos - Margarida = Guidinha, Guida, Guidinha, Maggie, Gui, Margô - Maria = Mariazinha, Mia, Mimi, Mary - Mariana = Marianinha, Marianita, Nita, Mari, Micas, Mary, Mimi - Mário = Marinho, Mári - Marta = Martinha - Micael/Micaela = Mica, Micas - Miguel = Miguelinho, Miguelito - Nélson = Nelo, Nelinho, Nelito - Nicolau = Nico - Nicole = Nick, Ni - Otávio = Távio - Osvaldo = Valdinho, Vavá, Valdo - Patrícia = Patty, Pat, Trícia/Trixie - Paula = Paulinha - Paulo = Paulinho, Paulão - Pedro = Pedrinho, Pedrito, Pedrocas, Pepê - Rafael = Rafa, Rafinha - Renata = Rê*, Renatinha | - Ricardo = Ricardinho, Rico, Rick, Ricky - Rita = Ritinha, Riri - Roberto = Betinho, Berto, Beto, Robbie, Bob - Rodrigo = Rudy, Rod, Rui, Ruy, Rodriguinho - Rodolfo = Rena - Rosa = Rosinha - Rui = Ruizinho, Ruizão - Sebastião = Sebastiãozinho, Tião, Sebas - Sérgio = Serginho - Sofia = Sofi, Sofs - Susana = Susaninha, Su, Suse, Susie - Teresa = Teresinha - Tiago = Tiaguinho, Ti, Tigas - Tomé = Tomezinho - Vanessa = Vanessinha, Nessa, Nessie, Nê - Vera = Verinha, Veroca, Verushka - Vítor = Vitinho, Vic, Vitão - Vitória = Vivi, Vicky, Vick Outros hipocorísticos estão associados com combinações de dois nomes próprios: - Cajó (Carlos Jorge) - Delu (Maria de Lourdes) - Joca/Juca (João Carlos) - Jomi (João Miguel) - Jotabê (José Benedito, José Bento, João Bento, João Bernardo, José Bonifácio) - Mafê (Maria Fernanda) - Maitê (Maria Teresa) - Malu (Maria Luísa, Maria de Lurdes) - Maricota (Maria da Conceição) - Mazé, Mizé (Maria José) - Zeca (José Carlos) - Mitó (Maria Antónia) - Tojó (António Jorge) - Tozé ou Tomzé (António José) - Zeca ou Zequinha (José Carlos) - Zezé (Maria José) |

O hipocorístico pode receber o sufixo -inho, dando uma sensação mais intensa de proteção ou intimidade, como Chiquinho (de Chico, o hipocorístico de Francisco), Xandinho (de Xando, para Alexandre), Zequinha (forma de Zeca, José).

## Origem dos sobrenomes (apelidos) portugueses
Um único nome ou um nome seguido por um patronímico era a forma mais comum que os povos nativos pré-romanos se denominavam. Os nomes podiam ser celtas (Mantaus), lusitanos (Casae), ibéricos (Sunua) ou cónios (Alainus). Os nomes eram claramente étnicos e alguns típicos de uma tribo ou região. A lenta adoção da onomástica romana ocorreu após o final do século I a.C., com a adoção de um nome romano ou da tria nomina: praenomen (nome próprio), nomen (gentílico) e um cognome.
A maioria dos sobrenomes portugueses têm origem patronímica, toponímica ou religiosa.

### Patronímicos
Os patronímicos são nomes derivados do nome próprio do pai ou de algum ascendente masculino que, há muitos séculos atrás, começou a ser utilizado como sobrenome. São os sobrenomes mais comuns nos locais onde o português é falado, como também em muitas outras línguas.
Na língua portuguesa, os patronímicos são sobrenomes como: Henriques, Rodrigues, Lopes, Gomes, Nunes, Marques (filho de Marco/Marcos), Mendes, Fernandes, Gonçalves, Esteves, Pires, Simões e Álvares, onde a terminação - es significa "filho de". O significado é o mesmo do sufixo - ez utilizado na língua castelhana.
Alguns sobrenomes patronímicos não terminam em -es. Ao invés disso, terminam em -z, como Muniz ou Moniz (filho de Munio) ou Vaz, variante de Vasques (filho de Vasco), ou ins, como Martins (filho de Martinho ou Martim).
Embora a maioria dos sobrenomes portugueses terminados em - es sejam patronímicos, alguns nomes de família terminados em es não são patronímicos, mas toponímicos, como Tavares, Cortês, Guimarães, Belmontes e Chaves.
Nalguns sobrenomes patronímicos, a terminação – es não era utilizada. Assim, Joana filha de Afonso poderia ser chamada de Joana Afonso, como André Luís significando André filho de Luís. Pode-se encontrar hoje em Portugal e no Brasil pessoas que ainda usam sobrenomes que já foram nomes próprios de outras pessoas, mas que foram passados de pais para filhos durante gerações e não têm a terminação - es, tais como Valentim, Alexandre, Luís ou Afonso (note o nome de família de Melo Afonso). Nomes como Dinis, Duarte, Garcia e Godinho eram originalmente nomes próprios, mas hoje são utilizados no Brasil quase que exclusivamente como sobrenomes, apesar de Duarte e Dinis ainda serem nomes próprios comuns em Portugal.
Matronímicos (sobrenomes derivados de nomes próprios femininos) quase nunca são utilizados em português, mas podemos observar o sobrenome Guedes um sobrenome galego-português, patronímico de Gueda/Guida/Águeda/Águida/Ágda, sobrenomes como "Catarino" (de Catarina) e "Mariano" (significado relacionado a Maria) podem ser provenientes tanto do nome da mãe verdadeira como da mãe espiritual Virgem Maria.[carece de fontes?]
Alguns patronímicos antigos não são facilmente reconhecidos, por duas razões principais. Às vezes, o nome próprio que originou o patronímico tornou-se antiquado, como Lopo (que originou Lopes), Mendo ou Mem (Mendes/Menendez), Soeiro (Soares), Munio (Muniz) ou Sanches (filho de Sancho). Além disso, muitas vezes os nomes dados ou os patronímicos relacionados modificaram-se através dos séculos, embora sempre possa ser notada algumas semelhanças – como Antunes (filho de Antão, ou Antônio), Pires/Perez (filho de Pero, forma arcaica de Pedro), Alves (variante de Álvares, filho de Álvaro) e Anes ou Eanes (filho de Joane, forma arcaica de João). Os nomes arcaicos que ainda utilizamos e que são facilmente reconhecidos são: Rodrigo, que deu origem a Rodrigues, Fernando, que originou o patronímico Fernandes, Henrique (Henriques), Gonçalo (Gonçalves).

### Toponímicos
Um número considerável de sobrenomes é de origem toponímica, supostamente para descrever a origem geográfica de um indivíduo, como o nome de uma aldeia, vila, cidade, região ou rio. Encaixam-se nessa regra sobrenomes como Almeida, Andrada ou Andrade, Barcelos, Barros, Bastos, Castelo Branco, Belmonte/Belmontes (de Belmonte) Cintra (de Sintra), Coimbra, Faria, Gouveia, Guimarães, Lima (nome de um rio, não a fruta), Lisboa, Pacheco (da vila de Pacheca), Barroso (das Terras do Barroso, região hoje em dia formada pelos concelhos de Montalegre e Boticas), Porto, Portugal, Brasil, Serpa etc. Um sobrenome como Leão pode significar que um antepassado veio do antigo reino espanhol de León (noroeste de Espanha) ou então da cidade francesa de Lyon (em português, Lião).[carece de fontes?]
Nem todas as aldeias e vilas que originaram esses sobrenomes mantiveram o nome original ou são habitadas hoje.
Alguns nomes especificam a localização da casa de uma família dentro de uma aldeia: Fonte (junto à fonte), Azenha (pela azenha, moinho d’água), Eira (pelo eira), Fundo (parte mais baixa da vila), Cimo/Cima (na parte superior da cidade), Cabo (na extremidade da aldeia)[carece de fontes?], Cabral (próximo ao campo onde as cabras pastam). Em alguns casos, o nome de família pode não ser toponímico, mas uma indicação de posse.
Alguns termos geológicos ou geográficos também foram utilizados na nomeação, como: Delmonte, ou do Monte, que significa nascido(a), ou habitante de um local próximo a um Monte, ou Montanha, Belmonte, habitante próximo de um Belo Monte/Montanha/Monte Belo. Pedroso/Pedrosa, que significa habitante de local pedregoso ou cheio de pedras e pedregulhos, Mota: Significa nascido(a) no monte de terra, ou habitante do monte de terra, Rocha, Souza/Sousa (do latim saxa, um lugar com seixos (Seixas), ou o nome de um rio português), Vale, Ribeiro (pequeno rio, córrego, riacho), Siqueira ou Sequeira (terra não irrigada), Castro (castelo ou ruínas de construções antigas), Dantas (de d'Antas, um local com antas, ou seja, monumentos de pedra pré-históricos ou dólmens), Costa (litoral), Pedreira, Barreira (pedreira de argila). Ferreira é um sobrenome toponímico, utilizado pela primeira vez por pessoas que viveram em muitas cidades e aldeias chamadas Ferreira, ou seja, um lugar onde era possível encontrar minério de ferro.
Nomes de árvores e plantações também são nomes toponímicos, supostos inicialmente para identificar um ancestral que viveu perto ou dentro de alguma fazenda, pomar ou um local com um tipo característico de vegetação. Sobrenomes como Silveira (local coberto por Selva/Silva, Matos (bosques, florestas), Campos (campos de grama, pradarias), Queirós (um tipo de erva), Cardoso (local coberto por cardos, ou seja, alcachofra-brava, ou espinhos), Correia (local coberto por corriolas ou correas, um tipo de planta), Macedo (um jardim de macieiras) e Azevedo (uma floresta de azevinho, ou seja, madeira de azevinho) encaixam-se neste padrão.
Nomes de árvores são sobrenomes toponímicos bastante comuns: Oliveira, Carvalho, Lima, Salgueiro, Pinheiro, Teixeira, Pereira, Moreira (de amoreira), Macieira, Figueira. Estes nem sempre são sobrenomes judaico-portugueses antigos, conforme explicado adiante, embora esse mito seja muitas vezes transmitido.

### Religiosos
Sobrenomes com significados religiosos são comuns. É possível que alguns destes originaram-se de um ancestral que se converteu ao catolicismo e necessitou mostrar a sua nova fé. Outra possível origem para os nomes religiosos era de que órfãos foram abandonados em igrejas e criados em orfanatos católicos por padres e freiras, geralmente batizados com um nome relacionado à data mais próxima do dia que eles foram encontrados ou batizados. Outra fonte possível é de nomes próprios religiosos (que mostram devoção especial por parte dos pais ou dos padrinhos, ou a data de nascimento da criança) foram adotados como nomes de família.
Entre os nomes religiosos, incluem-se nomes como Jesus, dos Reis (dia da Epifania do Senhor, o Dia dos Reis Magos), Ramos (Domingo de Ramos, o domingo anterior à Páscoa), Pascoal (da Páscoa), da Assunção (Assunção da Virgem Maria), do Nascimento (da Natividade da Virgem Maria ou o Nascimento de Jesus - Natal), da Visitação (Visitação da Virgem Maria), da Anunciação (Anunciação da Virgem Maria), da Conceição (Imaculada Conceição da Virgem Maria), Trindade (do Domingo da Trindade), do Espírito Santo (da Festa do Espírito Santo), das Chagas (proveniente da Festa das Cinco Chagas de Cristo), Graça (de Nossa Senhora da Graça), Patrocínio (de Nossa Senhora do Patrocínio), Paz (de Nossa Senhora Medianeira da Paz), Luz (de Nossa Senhora da Luz Divina), Neves (de Nossa Senhora das Neves), Penha (de Nossa Senhora da Penha da França, que em espanhol é chamada de Nuestra Señora de Penafrancia) das Dores (Nossa Senhora das Dores), Bonfim (de Nosso Senhor da Boa Morte), das Virgens (das virgens mártires), dos Anjos (proveniente dos arcanjos Miguel, Rafael e Gabriel), São João, Santana (Santa Ana), Santos (Dia de Todos os Santos ou Dia de Finados) e Cruz (o sobrenome mais comum entre os judeus de Belmonte).
Um órfão de pais desconhecidos ou um convertido (judeu, escravizado africano ou nativo-americano) poderia ser batizado com o nome de um santo, como João Batista (de São João Batista), João Evangelista (de São João Evangelista), João de Deus (de São João de Deus), Antônio de Pádua (de Santo Antônio de Pádua), João Nepomuceno (de São João Nepomuceno), Francisco de Assis (de São Francisco de Assis), Francisco de Paula (de São Francisco de Paula), Francisco de Salles (de São Francisco de Salles), Inácio de Loiola (de Santo Inácio de Loyola), Tomás de Aquino (de Santo Tomás de Aquino), José de Calanzans (de São José de Calasanz), ou José de Cupertino (de São José de Cupertino). Em seguida, eles costumavam transmitir apenas o segundo nome próprio (Batista, Evangelista, de Deus, Pádua, Nepomuceno, Assis de Paula, Sales, Loiola, Aquino, Calanzans e Cupertino) para seus filhos como um sobrenome.
Um sobrenome como Xavier poderia ter se originado a partir de alguém batizado em homenagem a São Francisco Xavier ou da antiga família portuguesa Xavier.

### Característica
Alguns sobrenomes são possíveis descrições de uma característica peculiar de um ancestral, originada a partir de um apelido.
Estes incluem nomes como Peixoto ("peixe pequeno", dado a um nobre que utilizava peixes para enganar seus inimigos durante uma citação[carece de fontes?]), Peixe (o nadador, ou também pescador ou peixeiro[carece de fontes?]), Veloso (lanoso, de lã, ou seja, peludo), Ramalho (cheio de galhos de árvores; espesso, ou seja, barba espessa [carece de fontes?]), Forte, Lobo (ou seja, selvagem, feroz[carece de fontes?]), Lobato (lobo pequeno, filhote de lobo), Pinto («pintado» ou «tinto», crismado em combate com o sangue da batalha), Tourinho (touro pequeno, ou seja, robusto, forte[carece de fontes?]), Vergueiro (que se dobra, ou seja, fraco), Medrado (crescido, ou seja, alto), Tinoco (curto, pequeno), Porciúncula (pequena parte, um pedaço pequeno), Magro, Magriço (muito magro), Gago, Galhardo (galante, cavalheiro), Terrível, Penteado (apelido de uma linhagem da família alemã Werneck, cujos membros usavam perucas), Romero (de romeiro, peregrino, ou seja, alguém que fez uma viagem religiosa para Roma, Santiago de Compostela ou Jerusalém).

### Ocupação e profissão
São poucos os sobrenomes portugueses que se originaram de profissões ou ocupações, como Serrador, Monteiro (caçador de montes ou guarda-madeira), Guerreiro, Caldeira (de caldeirão, por exemplo), Cubas (barris de madeira, ou seja, fabricantes de barris e tanoeiros), Carneiro (para um pastor), Peixe (para um pescador ou dono de peixaria).
Um erro comum é dizer que o sobrenome Ferreira significa ferreiro, uma vez que existem sobrenomes similares em muitas línguas com este significado (Smith em inglês, Schmidt em alemão, Bittar em árabe, etc.). Ferreira é o nome de um rio e de muitas aldeias e vilas de Portugal.

### Sobrenomes de origem estrangeira
Alguns sobrenomes portugueses são provenientes de estrangeiros que foram morar em Portugal, uma vez que Portugal sempre recebeu pessoas de outras partes da Europa e principalmente dos países vizinhos, como a Espanha e a comunidade autónoma da Galiza e também principalmente da França, que sempre manteve uma boa diplomacia com o país lusitano. O Brasil sempre recebeu imigrantes, principalmente após o Decreto de Abertura dos Portos às Nações Amigas, na língua portuguesa existem sobrenomes que são de origem estrangeira e que são tão antigos na língua portuguesa, que apesar de sua origem estrangeira, são uma parte integrante das culturas portuguesa e brasileira.
A maioria desses sobrenomes é de origem galega e espanhola, como Toledo (uma cidade da Espanha), Ávila ou D'ávila (cidade da Espanha), Camargo, Castilhos, Vargas, Garcia, Torres e Padilha. Portugal e Galiza compartilham uma história e uma cultura muito próximas, a língua e a cultura galego-portuguesa tem influências linguísticas e culturais mútuas, assim alguns sobrenomes portugueses tem raízes galegas e vice-versa. Outros nomes "estrangeiros" comuns são Bettencourt ou Bittencourt (de Béthencourt, francês, família francesa radicada nos Açores e mais tarde também no Brasil), Goulart (Van Govaert, flamengo, família flamenga, radicada nos Açores e mais tarde também no Brasil, tendo a grafia afrancesada para Goulart), Goulard ou Gullar (francês, significando originalmente glutão), da Rosa (Van der Roos ou De Rouzé, flamengo, família flamenga descendente do colonizador flamengo Pieter Van der Roos que passou a ser Pedro da Rosa nos Açores e que se radicou nos Açores e mais tarde no Brasil, outro ramo provem do colonizador Guillaume De Rouzé nascido em Arras) da Silveira (Van der Haegen, flamengo, família flamenga que se radicou nos Açores e mais tarde no Brasil, proveniente do colonizador Willehm Van der Haegen, passando a ser Guilherme da Silveira nos Açores), Delmondes pertence a onomástica luso-hispânica tem origem espanhola, derivado do sobrenome Delmontes, ele é uma variante ortográfica galego-portuguesa do sobrenome espanhol Delmontes, originário da Galiza, na Espanha. Ao longo do tempo, o sobrenome Delmondes se espalhou para Portugal, França e para outros países europeus devido à emigração e a proximidade geográfica entre os países, Delmont e Delmonte, são variações ortográficas encontradas principalmente na Itália, Deslandes (grafado originalmente 'Des Landes', originários de França é uma das famílias francesas mais antigas que passaram a Portugal), Dumont uma variação francesa do sobrenome "do Monte", Fontenele ou Fontenelle (francês, de fonte), Rubim (de Robin, francês), Alencastro, Lencastre (de Lancaster, inglês), Drummond (escocês), Werneck, Vernek ou Berneque (sul da Alemanha; nome da cidade bávara de Werneck), Bingre (do germânico Huebinger), Brandão (do germânico Brand), Wanderley (de van der Ley, flamengo), Dutra (de Ultra, um nome latino que significa "do além", adotado pela família flamenga Van Hurtere), Brum (de Bruyn, flamengo), Bulcão (de Bulcamp, flamengo), Dulmo (de van Olm, flamengo), Espíndola (Spinolla, italiano, família radicada nos Açores e depois no Brasil) Acioli (italiano), Doria (italiano), Cavalcanti (italiano), Motta (italiano), Netto (italiano; não confundir com o sufixo "Neto", que é utilizado para distinguir neto e avô que possuem o mesmo nome), Peçanha ou Pessanha (italiano, família descendente do navegador genovês Emanuele Pessagno).

### A questão dos sobrenomes judaico-portugueses
Costuma-se dizer que os judeus que viveram em Portugal até 1497, quando foram obrigados a escolher entre a conversão religiosa ou a expulsão, substituíram seus sobrenomes originais (ver: antroponímia judaica) por nomes de árvores que não produzem frutos comestíveis, como Carvalho e Junqueira (cana-de-açúcar, bambu, junco). Outros dizem que os judeus normalmente escolhem nomes de árvores, tais como Pereira e Oliveira, e de animais, como Coelho e Carneiro. No entanto, tais versões não passam de mitos, pois todos esses sobrenomes já eram utilizados para designar cristãos desde meados da Idade Média.
Outro nome de família geralmente apontado como indicador de ascendência judaica é o Espírito Santo. A explicação é que os judeus adotariam como nome de família uma palavra (aparentemente) cristã por engano. Na verdade, eles estavam escolhendo a pessoa que mais incorporasse a Trindade, isto é, aquele que ofendeu sua fé judaica (secreta). Esta teoria não é totalmente fundamentada, uma vez que existem provas de que o culto ao Espírito Santo cresceu após 1496, especialmente entre cristãos-novos. Isso não exclui que o Espírito Santo também foi adotado pelos cristãos fiéis, seguindo a lógica de outros sobrenomes religiosos.
Os judeus portugueses que viveram em Portugal até 1497 tinham nomes próprios que poderiam distingui-los da população cristã. A maioria desses nomes são traduções em português dos antigos nomes semíticos (árabe, hebraico, aramaico) como Abenazo, Abencobra (Cobra), Aboab, Abravanel, Albarrux, Azenha, Benafull, Benafaçom, Benazo, Caçez, Cachado, Çaçom/Saçom, Carraf, Carilho, Cide/Cid, Çoleima, Faquim, Faracho, Faravom, Fayham/Fayam, Focem, Çacam/Sacam, Famiz, Gadim, Gedelha, Labymda, Latam/Latão, Loquem, Lozora, Maalom, Maçon, Maconde, Mocatel, Molaão, Montam, Motaal, Rondim, Rosall, Samaia/Çamaya, Sanamel, Saraya, Tarraz, Tavy/Tovy, Toby, Varmar, Zaaboca, Zabocas, Zaquim, Zaquem, Zarco. Alguns nomes são toponímicos, como Catelaão/Catalão, Castelão/Castelhão (castelhano), Crescente (da Turquia), Medina, Romano, Romão, Romeiro, Tolledam/Toledano (de Toledo), Valencia e Vascos (Basco). Alguns eram patronímicos de nomes bíblicos, como Abraão, Lázaro, Barnabé, Benjamim, Gabriel, Muça (Moisés) e Natam (Natã). Alguns são nomes oriundos de profissões, como Caldeirão, Martelo, Peixeiro, Chaveirol (serralheiro) e Prateiro (ourives). Alguns são apelidos, como Calvo (careca), Dourado (ouro, como o alemão Goldfarb), Ruivo (cabeça vermelha), Crespo, Querido e Parente (parente da família). Poucos nomes não são diferentes dos antigos sobrenomes portugueses, como Camarinha, Castro, Crespim..
Alguns estudiosos revelaram que os judeus naturalizados portugueses em geral escolheram patronímicos como novos sobrenomes, como foi o caso da adoção do sobrenome Rodrigues, tipicamente português. Quando a conversão não foi obrigatória forçadamente, eles costumavam escolher o sobrenome dos padrinhos.
Apesar disso, a comunidade judaico-portuguesa que floresceu na Holanda e em Hamburgo, na Alemanha, após serem expulsos de Portugal, utilizaram sobrenomes que eram comuns entre os antigos cristãos portugueses, como Camargo, Costa, Fonseca, Dias e Pinto. Talvez a sua maioria tivesse pais ou avós que foram obrigados a se converter em Portugal, e após a emigração para a Holanda, eles receberam a fé judaica do país de braços abertos, mas continuaram utilizando os sobrenomes dos seus padrinhos.
Alguns dos mais famosos descendentes de judeus portugueses que viveram fora de Portugal são o filósofo Bento de Espinosa (Baruch Spinoza) e o economista clássico David Ricardo. Outros membros famosos da Sinagoga Portuguesa de Amsterdã deram nomes como Uriel da Costa (ou Uriel Acosta, Isaac Aboab da Fonseca, [João Francisco Diniz Junqueira], Isaac de Pinto e Menasseh ben Israel (cujo sobrenome original era Soeiro).
Os judeus de Belmonte (cripto-judeus da região de Belmonte, em Portugal) também têm sobrenomes que não podem ser utilizados para distingui-los das mais antigas famílias católicas portuguesas, por exemplo Teixeira. Utilizar nomes de árvores e animais como sobrenome era uma prática comum tanto entre os judeus portugueses convertidos como os não convertidos, nem antes e após a sua expulsão em 1497.

## Frequência

### Os apelidos de família mais comuns em Portugal
Os cinquenta apelidos mais frequentes na população portuguesa são:
| Ordem | Apelido    | Frequência percentual | Frequência (em milhares) |
| ----- | ---------- | --------------------- | ------------------------ |
| 1     | Silva      | 9,44%                 | 995                      |
| 2     | Santos     | 5,96%                 | 628                      |
| 3     | Ferreira   | 5,25%                 | 553                      |
| 4     | Pereira    | 4,88%                 | 514                      |
| 5     | Oliveira   | 3,71%                 | 391                      |
| 6     | Costa      | 3,68%                 | 387                      |
| 7     | Rodrigues  | 3,57%                 | 376                      |
| 8     | Martins    | 3,23%                 | 340                      |
| 9     | Jesus      | 2,99%                 | 315                      |
| 10    | Sousa      | 2,95%                 | 311                      |
| 11    | Fernandes  | 2,82%                 | 297                      |
| 12    | Gonçalves  | 2,76%                 | 291                      |
| 13    | Gomes      | 2,57%                 | 271                      |
| 14    | Lopes      | 2,52%                 | 265                      |
| 15    | Marques    | 2,51%                 | 265                      |
| 16    | Alves      | 2,37%                 | 250                      |
| 17    | Almeida    | 2,27%                 | 239                      |
| 18    | Ribeiro    | 2,27%                 | 239                      |
| 19    | Pinto      | 2,09%                 | 220                      |
| 20    | Carvalho   | 1,97%                 | 208                      |
| 21    | Teixeira   | 1,69%                 | 178                      |
| 22    | Moreira    | 1,54%                 | 162                      |
| 23    | Correia    | 1,53%                 | 161                      |
| 24    | Mendes     | 1,39%                 | 146                      |
| 25    | Nunes      | 1,32%                 | 139                      |
| 26    | Soares     | 1,28%                 | 135                      |
| 27    | Vieira     | 1,2%                  | 127                      |
| 28    | Monteiro   | 1,11%                 | 117                      |
| 29    | Cardoso    | 1,07%                 | 113                      |
| 30    | Rocha      | 1,04%                 | 110                      |
| 31    | Neves      | 0,98%                 | 103                      |
| 32    | Coelho     | 0,97%                 | 102                      |
| 33    | Cruz       | 0,94%                 | 99                       |
| 34    | Cunha      | 0,93%                 | 98                       |
| 35    | Pires      | 0,92%                 | 97                       |
| 36    | Ramos      | 0,86%                 | 91                       |
| 37    | Reis       | 0,85%                 | 90                       |
| 38    | Simões     | 0,85%                 | 90                       |
| 39    | Antunes    | 0,82%                 | 86                       |
| 40    | Matos      | 0,82%                 | 86                       |
| 41    | Fonseca    | 0,81%                 | 86                       |
| 42    | Machado    | 0,76%                 | 80                       |
| 43    | Araújo     | 0,69%                 | 73                       |
| 44    | Barbosa    | 0,69%                 | 72                       |
| 45    | Tavares    | 0,67%                 | 71                       |
| 46    | Lourenço   | 0,65%                 | 68                       |
| 47    | Castro     | 0,62%                 | 66                       |
| 48    | Figueiredo | 0,62%                 | 65                       |
| 49    | Azevedo    | 0,60%                 | 64                       |
| 50    | Pimentel   | 0,60%                 | 63                       |

### Os prenomes mais comuns em Portugal e no Brasil
De acordo com o jornal Público, os nomes próprios mais comuns em Portugal, em 105 mil crianças nascidas em 2008, foram:
| Masculinos     | Femininos      |
| João (3189)    | Maria (4497)   |
| Rodrigo (3074) | Beatriz (2897) |
| Martim (2443)  | Ana (2897)     |
| Diogo (2128)   | Leonor (2374)  |
| Tiago (2088)   | Mariana (2374) |
| Tomás (2043)   | Matilde (2131) |

De acordo com o site Cartórios Associados Website, os nomes próprios mais comuns no Brasil durante os últimos dois anos (janeiro de 2008 a novembro de 2009) foram:
| Nome              | Total |
| 1. Maria          | 1621  |
| 2. Ana            | 1274  |
| 3. João           | 1057  |
| 4. Gabriel        | 590   |
| 5. Pedro          | 548   |
| 6. Lucas          | 506   |
| 7. Mateus         | 427   |
| 8. Guilherme      | 344   |
| 9. Júlia          | 337   |
| 10. Luís          | 333   |
| 11. Vítor         | 266   |
| 12. Gustavo       | 262   |
| 13. Yasmin        | 262   |
| 14. Kauã          | 249   |
| 15. Víctor        | 243   |
| 16. Rafael        | 230   |
| 17. Vinícius      | 230   |
| 18. Artur         | 228   |
| 19. Miguel        | 226   |
| 20. David         | 221   |
| 21. Vitória       | 218   |
| 22. Filipe/Felipe | 215   |
| 23. Carlos        | 209   |
| 24. Samuel        | 202   |
| 25. Letícia       | 198   |
| 26. Beatriz       | 192   |
| 27. Mariana       | 189   |
| 28. Daniel        | 183   |
| 29. Nicolas       | 183   |
| 30. José          | 181   |

## A nomenclatura brasileira

### Sobrenomes brasileiros

#### Sobrenomes portugueses no Brasil
Devido ao fato de algumas famílias portuguesas não terem enviado imigrantes ou de alguns imigrantes não terem descendentes no seu novo país, os sobrenomes portugueses no Brasil têm uma variação menor do que em Portugal. Há sobrenomes em Portugal que não são encontrados de forma alguma no Brasil.
Portugueses de classes inferiores, que não tinham sobrenomes e migraram para o Brasil durante a corrida do ouro do século XVII, em geral adotaram como sobrenome o nome da cidade, vila ou aldeia de onde vieram (Almeida, Braga, Barros, Faria, Guimarães, Junqueira, Lisboa, Magalhães, Serpa).[carece de fontes?].

#### Sobrenomes portugueses versus afro-brasileiros e índios
Até a abolição da escravatura, os escravos não tinham sobrenomes, apenas nomes próprios.[carece de fontes?]. Eles eram até proibidos de usar seus nomes originais africanos e nomes indígenas, e foram batizados com um nome próprio português. Enquanto a escravidão persistiu, era necessário os escravos terem nomes distintos só na fazenda ou no engenho ao qual pertenciam.
Era comum batizar os escravos libertos em homenagem aos seus ex-proprietários, para que todos os seus descendentes tivessem os sobrenomes portugueses dos seus proprietários.[carece de fontes?].
Os povos indígenas que foram escravizados também optaram pela adoção dos sobrenomes de seus proprietários.[carece de fontes?].
Nomes religiosos também são mais comuns entre descendentes de indígenas e africanos no Brasil do que entre descendentes de europeus.
Um escravo que tinha apenas um nome próprio, como Francisco de Assis, poderia utilizar o nome parcial de Assis como um sobrenome, uma vez que o conectivo faz o nome parecer um sobrenome.
A prática de batizar-se afro-brasileiros com sobrenomes religiosos foi comprovada até mesmo em algumas abordagens indiretas. Médicos pesquisadores demonstraram que existe uma correlação estatística entre nomes religiosos e doenças genéticas relacionadas com a ascendência africana, tais como a doença falciforme. Devido à miscigenação, a correlação existe até mesmo entre povos brancos que carregam nomes religiosos.[carece de fontes?]
Era comum também batizar povos indígenas e escravos libertos com apelidos de família que já eram bastante comuns, como Silva ou Costa.[carece de fontes?]

#### Sobrenomes originários de palavras indígenas
Nos anos seguintes à independência do Brasil, algumas antigas famílias brasileiras mudaram seus sobrenomes para nomes derivados de línguas tupi-guaranis, como uma forma patriótica de enfatizar a nova pátria. Alguns destes nomes ainda são escritos na grafia portuguesa antiga, mas alguns já são escritos segundo as novas regras. Entre eles, seguindo a ortografia antiga, estão incluídos:
- Povos e tribos indígenas nativos: Tupinambá, Tabajara, Carijó, Goytacaz (Goitacazes), Guarany, Tamoyo (nome de uma confederação de várias tribos que lutaram contra os primeiros colonizadores portugueses);
- Árvores nativas brasileiras: Jatobá, Mangabeira, Pitanguy (árvore da pitanga),[carece de fontes?], Sarahyba, Palmeira,[carece de fontes?] Goiabeira;
- Frutas tipicamente brasileiras: Pitanga, Muricy, Guaraná (uma família brasileira descendente de holandeses mudou seu sobrenome de Van Ness para Guaraná)[carece de fontes?];
- Caciques indígenas famosos: Cayubi, Tibiriçá, Paraguaçu ("rio grande", "mar", na língua tupi), Piragibe ("braço de peixe", em tupi).

Devido à migração, hoje em dia é possível encontrar esses apelidos mesmo em Portugal.

#### Sobrenomes toponímicos brasileiros
Alguns sobrenomes brasileiros, assim como alguns antigos sobrenomes portugueses, são apelidos toponímicos que denotam o local onde do primeiro ancestral que o utilizou nasceu ou viveu. Assim como os sobrenomes que se originaram de palavras comuns, esta prática começou nos anos seguintes à Independência do Brasil.
Alguns desses sobrenomes são: Brasil, Brasiliense ou Brasileiro, América, Americano, Bahiense (da cidade da Bahia, hoje Salvador), Cearense (do estado do Ceará) e Maranhão (do estado do Maranhão).
Alguns são topônimos derivados do tupi, tais como:
- Rios brasileiros: Capibaribe ("rio das capivaras", em tupi), Jaguaribe ("rio das onças"), Parahyba (do rio Paraíba do Sul, que não tem relação com o rio Paraíba do Norte, o estado da Paraíba ou a cidade da Paraíba, hoje João Pessoa);
- Montanhas: Araripe;
- Localidades indígenas: Suassuna ("cervo negro", em tupi), Pirassununga ("ronco de peixe", em tupi), Piratininga ("peixe seco", em tupi), Carioca (do Rio de Janeiro; o significado original é "casa do homem branco", em tupi).

Devido à migração, hoje em dia é possível encontrar esses apelidos mesmo em Portugal.

#### Sobrenomes não-portugueses no Brasil
Apesar da menor variação de apelidos portugueses, a imigração de outros países (Itália, Alemanha, Espanha, Polônia, Ucrânia, Síria, Líbano, Japão e outros) aumentou a diversidade de apelidos no Brasil.
Alguns sobrenomes estrangeiros foram grafados incorretamente durante muitas gerações e hoje não podem ser reconhecidos nos seus países de origem (é o caso do sobrenome franco-suíço Magnan, alterado para Manhães após algumas décadas). Alguns sobrenomes estrangeiros mal grafados dificilmente são reconhecidos pelos falantes da língua original, como Collor (do alemão Koeller), Chamareli (do italiano Sciammarelli) e Branquini (do italiano Bianchini). Às vezes, regras diferentes de latinização foram aplicadas aos nomes japoneses e árabes (como Nacamura e Nakamura, Yamaguchi e Iamaguti, Sabag e Sappak, Bukhalil e Bucalil).
Desta forma, há sobrenomes estrangeiros que foram amplamente adaptados ou mal grafados, utilizados por brasileiros descendentes de imigrantes não portugueses. Devido à emigração, hoje em dia é possível encontrar essas variações de sobrenomes mesmo nos países de origem.

#### Os sobrenomes imigrantes
Apesar de não ser um costume tão amplo como nos Estados Unidos, os imigrantes costumam mudar a grafia de seus sobrenomes para demonstrar a assimilação com o português ou para evitar discriminação social no Brasil.
Esta prática foi muito comum entre imigrantes italianos durante a Segunda Guerra Mundial, já que a Itália não era aliada do Brasil na guerra.[carece de fontes?] Como os italianos são católicos e foram facilmente assimilados na sociedade brasileira, a prática não foi percebida e logo foi abandonada após uma única geração.
O novo sobrenome era geralmente escolhido com base no significado original do sobrenome estrangeiro – Olivetto, Olivetti ou Oliva por vezes mudou para Oliveira. Às vezes o novo nome tinha apenas semelhanças fonéticas com o original (os nomes italianos Livieiro e Salviani por vezes foram mudados para Oliveira e Silva.[carece de fontes?]
É possível encontrar poucos sobrenomes traduzidos entre as antigas famílias judaico-brasilieras, como por exemplo: Monteverde, Bento (de "Baruch", que significa abençoado em hebraico), Luz (de "Licht", forma reduzida de Lichtenstein), Lobo Filho, Diamante e Dourado (pode ser uma tradução do sobrenome asquenaze Goldfarb ou de um antigo sobrenome judaico-português).[carece de fontes?]

#### Origem étnica dos sobrenomes no Brasil
Segundo pesquisa de 2016 publicada pelo IPEA, a grande maioria dos brasileiros têm sobrenome de origem ibérica. Em um universo de 46.801.772 nomes de brasileiros analisados, somente 18% deles tinham ao menos um sobrenome de origem não ibérica (germânico, italiano, leste europeu ou japonês). Os sobrenomes ibéricos predominam em quase todo o Brasil, com exceção de grande parte do Sul do Brasil, do Oeste Paulista e das serras do Espírito Santo, que receberam muitos imigrantes não ibéricos nos últimos dois séculos, além de áreas de expansão da fronteira agrícola dos estados de Rondônia, Mato Grosso e Mato Grosso do Sul, que receberam migrantes oriundos do centro-sul nas últimas três décadas. O estudo salientou que o sobrenome, contudo, não necessariamente reflete a "ancestralidade cultural ou genômica", "pois há perda de linhagem matrilinear e adoções, mudanças de nome no casamento, entre outros eventos, que podem fazer reduzir a precisão de tal indicador". Além do mais, africanos, índios e seus descendentes adquiriram sobrenomes portugueses no Brasil.
| Ancestralidade do sobrenome estimada pelo último ou pelo único sobrenome, no Brasil | Ancestralidade do sobrenome estimada pelo último ou pelo único sobrenome, no Brasil |
| ----------------------------------------------------------------------------------- | ----------------------------------------------------------------------------------- |
| Origem                                                                              | Percentagem                                                                         |
| Ibérica                                                                             | 87,5%                                                                               |
| Italiana                                                                            | 7,7%                                                                                |
| Germânica                                                                           | 3,3%                                                                                |
| Leste europeia                                                                      | 0,8%                                                                                |
| Japonesa                                                                            | 0,7%                                                                                |

#### Tratamento respeitoso com hipocorísticos
No Brasil, até a primeira metade do século XX, pessoas de altas classes sociais podiam ser tratadas de uma forma muito respeitosa – mas não formal – usando um título social ou militar e um hipocorístico infantil de seu nome próprio, como "Coronel Tonico", "Comendador Paulinho", "Dona Chica", "Sinhá Mariquinha". Embora alguns presidentes americanos fossem chamados de Bill e Jimmy pela imprensa (Bill Clinton e Jimmy Carter, respectivamente), esta prática foi utilizada no Brasil como um tratamento muito mais respeitoso, nunca de uma maneira formal, como para o presidente do Brasil Lula da Silva.
Alguns sociólogos sugeriram que membros das classes superiores brasileiras muitas vezes recebiam honras de escravas que os chamavam com hipocorísticos, e esses nomes "infantis" continuaram sendo utilizados, porém de maneira respeitosa.
Hoje, esta prática não é tão difundida, mas pode-se encontrar pessoas sendo chamadas informalmente, mas respeitosamente, de "Seu Zé" ou "Dona Ritinha".

### Prenomes

#### Prenomes de origem estrangeira
Em Portugal, os recém-nascidos só podem ser batizados com nomes de uma lista de nomes próprios permitida pelo Direito Civil. É obrigatório os nomes serem escritos de acordo com as regras da ortografia da língua portuguesa e participarem da onomástica da língua portuguesa (nomes tradicionais em Portugal foram baseados no calendário de santos). Assim, em Portugal os nomes próprios apresentam pouca variação, já que nomes tradicionais têm prioridade sobre os "modernos". Exemplos de nomes populares em Portugal: António, João, José, Francisco, Pedro, Manuel, Maria, Ana, Isabel, Teresa, Joana. Nas últimas décadas tem havido um aumento de popularidade de nomes históricos antigos como Gonçalo, Bernardo, Vasco, Afonso, Leonor, Catarina e Beatriz. Se um dos cônjuges não é português ou tem dupla cidadania, nomes estrangeiros são permitidos, contanto que os pais apresentem um documento comprovativo de que o nome desejado é permitido no país de origem. No passado, os filhos de imigrantes que nasciam no exterior eram obrigados a adotar um nome português, a fim de se tornarem cidadãos portugueses. Um exemplo é a tenista Michelle de Brito, cujo nome português é Micaela. Esta prática não se aplica mais.
No Brasil, não há restrição legal sobre o batismo de recém-nascidos, a não ser que o nome próprio tenha um significado que pode humilhar ou constranger o indivíduo no futuro.
Há uma maior tendência entre os brasileiros que vivem longe das grandes cidades ou que pertencem a classes sociais inferiores de criarem novos nomes próprios mudando a grafia de nomes estrangeiros (Maicon, de Michael; Deivid - de David; Robson, de Robinson) ou utilizando sufixos estrangeiros (Marielly; Gabrielly; Marianny) e há muitas razões para isso, como por exemplo a sensação de que um nome com estrangeirismos (principalmente os provenientes da língua inglesa) está socialmente mais elevado do que nomes comumente utilizados a nível nacional, o que se deve à dominação cultural estadunidense sobre o mundo, também comprovado pela grande utilização de nomes de origem inglesa (como Kelly, Jennifer, Henry) ou de grafias estrangeiras em nomes que têm equivalente semelhantes em português (como Victoria e Victor ao invés de Vitória e Vítor).
Sobrenomes de origem estrangeira também são amplamente utilizados como prenomes masculinos no Brasil, isso acontece por conta do tradicional costume de chamar e tratar os homens pelo sobrenome, como: Wagner, Mozart, Donizetti, Lamartine, Danton, Anderson, Emerson, Edison, Franklin, Nelson, Wilson, Washington, Jefferson, Jensen, Kennedy, Lenin, Newton, Nobel e Rosenberg. Originalmente, esses nomes revelam admiração política, artística ou científica dos pais que os utilizam, como no caso do patriarca da República brasileira Benjamin Constant Botelho de Magalhães.

#### Nomes próprios de origem indígena
Durante o reinado do imperador D. Pedro II, o índio foi utilizado como símbolo do Império. A partir daí, os brasileiros começaram a utilizar nomes indígenas como nomes próprios. Alguns deles estão entre os mais populares hoje.
Estre eles estão: Araci, Caubi, Guaraci, Iara, Iberê, Iona, Jaci, Jaciara, Janaína, Jandira, Juçara, Juraci, Jurema, Maiara, Moacir, Moema, Ubiratã, Iracema, Peri e Ubirajara (os três últimos foram retirados das obras de José de Alencar).
Recentemente, os brasileiros começaram a utilizar outros nomes próprios de origem indígena, como Rudá (amor), Cauã (sol) e Cauê (sol).